# Skoki narciarskie na Mistrzostwach Świata w Narciarstwie Klasycznym 2011
Zawody w skokach narciarskich na Mistrzostwach Świata w Narciarstwie Klasycznym 2011 odbyły się w dniach 25 lutego – 5 marca 2011 roku w Oslo. Na skoczniach Midtstubakken i Holmenkollbakken zostało rozegranych pięć konkurencji – trzy indywidualne (konkursy mężczyzn na obiektach HS106 i HS134 oraz konkurs kobiet na obiekcie HS106) oraz dwie drużynowe (skoki mężczyzn na obiektach HS106 i HS134). Indywidualnie złote medale zdobyli: Thomas Morgenstern i Daniela Iraschko na skoczni HS106 oraz Gregor Schlierenzauer na skoczni HS134. Drużynowe mistrzostwo mężczyzn na obu skoczniach zdobyła reprezentacja Austrii.

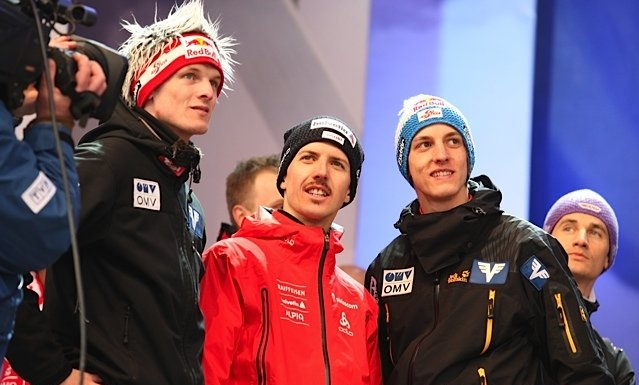
Thomas Morgenstern, Simon Ammann i Gregor Schlierenzauer – medaliści konkursu indywidualnego na dużej skoczni

## Przed mistrzostwami
Tytułu sprzed dwóch lat bronili: Wolfgang Loitzl (mistrz na skoczni normalnej), Andreas Küttel (mistrz na skoczni dużej), Lindsey Van (mistrzyni kobiet) oraz drużyna Austriaków (mistrzowie w drużynie na skoczni dużej).

## Obiekty
Trzy spośród pięciu konkursów (konkurs indywidualny mężczyzn i kobiet oraz drużynowy mężczyzn) skoków narciarskich podczas Mistrzostw Świata w Narciarstwie Klasycznym 2011 odbyły się na skoczni normalnej (HS106) w Oslo, zwanej Midtstubakken. Pozostałe dwa konkursy (indywidualny i drużynowy mężczyzn) zostały przeprowadzone na dużym obiekcie (HS134), znajdującym się na arenie Holmenkollbakken.
|  | Nazwa skoczni    | Miasto | Punkt konstrukcyjny | Wielkość skoczni | Rekord skoczni                                   |
|  | ---------------- | ------ | ------------------- | ---------------- | ------------------------------------------------ |
|  | Midtstubakken    | Oslo   | K-95                | HS 106           | 0108,5 m, Rafał Śliż (2010), Felix Schoft (2010) |
|  | Holmenkollbakken | Oslo   | K-120               | HS 134           | 0142,5 m, Anders Jacobsen (2011)                 |

## Jury
Dyrektorem konkursów w skokach narciarskich na mistrzostwach świata w Oslo jest Torgeir Nordby oraz z ramienia Międzynarodowej Federacji Narciarskiej, dyrektor zawodów Pucharu Świata Walter Hofer. Asystentem Waltera Hofera jest, podobnie jak w innych oficjalnych zawodach organizowanych przez FIS, Miran Tepeš. Sędzią technicznym jest Eero Kuusinen, a jego asystentem Hubert Mathis.
W pierwszej z rozegranych konkurencji, którą były indywidualne skoki kobiet na obiekcie HS106, skład jury, oceniającego startujące zawodniczki, był następujący:
- Ezio Brigadoi (stanowisko A)
- Per Busk (stanowisko B)
- Mika Jukkara (stanowisko C)
- Richard Grady (stanowisko D)
- Erik Stahlhut (stanowisko E)

W konkursie indywidualnym mężczyzn na skoczni HS106 styl skoków oceniali:
- Erik Stahlhut (stanowisko A)
- Knut A. Bakken (stanowisko B)
- Ezio Brigadoi (stanowisko C)
- Per Busk (stanowisko D)
- Mika Jukkara (stanowisko E)

W konkursie drużynowym mężczyzn na skoczni HS106 w skład jury weszli:
- Richard Grady (stanowisko A)
- Erik Stahlhut (stanowisko B)
- Knut A. Bakken (stanowisko C)
- Ezio Brigadoi (stanowisko D)
- Per Busk (stanowisko E)

W konkursie indywidualnym mężczyzn na skoczni HS134 styl skoków oceniali:
- Ezio Brigadoi (stanowisko A)
- Knut A. Bakken (stanowisko B)
- Mika Jukkara (stanowisko C)
- Richard Grady (stanowisko D)
- Erik Stahlhut (stanowisko E)

W konkursie drużynowym mężczyzn na skoczni HS134 w skład jury weszli:
- Erik Stahlhut (stanowisko A)
- Knut A. Bakken (stanowisko B)
- Ezio Brigadoi (stanowisko C)
- Per Busk (stanowisko D)
- Mika Jukkara (stanowisko E)

## Medaliści

### Mężczyźni

#### Konkurs indywidualny na skoczni HS106 (26.02.2011)
| Medal | Imię i nazwisko    | Skok 1            | Skok 2            | Noty za styl •                                                    | Nota łączna | Strata    |
| ----- | ------------------ | ----------------- | ----------------- | ----------------------------------------------------------------- | ----------- | --------- |
|       | Thomas Morgenstern | 101,5 m 73,0 pkt. | 107,0 m 84,0 pkt. | 19,0 • 19,0 • 19,0 • 19,0 • 19,0 18,5 • 18,5 • 18,0 • 18,0 • 18,5 | 269,2 pkt.  | –         |
|       | Andreas Kofler     | 99,5 m 69,0 pkt.  | 105,0 m 80,0 pkt. | 18,0 • 18,0 • 18,0 • 18,0 • 18,0 18,5 • 18,5 • 18,5 • 18,5 • 19,0 | 260,1 pkt.  | 9,1 pkt.  |
|       | Adam Małysz        | 97,5 m 65,0 pkt.  | 102,0 m 74,0 pkt. | 18,5 • 18,0 • 18,0 • 18,5 • 18,5 19,0 • 19,0 • 19,0 • 19,0 • 19,0 | 252,2 pkt.  | 17,0 pkt. |

#### Konkurs indywidualny na skoczni HS134 (03.03.2011)
| Medal | Imię i nazwisko       | Skok 1            | Skok 2            | Noty za styl •                                                    | Nota łączna | Strata   |
| ----- | --------------------- | ----------------- | ----------------- | ----------------------------------------------------------------- | ----------- | -------- |
|       | Gregor Schlierenzauer | 130,0 m 78,0 pkt. | 134,5 m 86,1 pkt. | 18,5 • 18,0 • 18,5 • 18,5 • 18,0 19,0 • 18,5 • 18,5 • 18,5 • 19,0 | 277,5 pkt.  | –        |
|       | Thomas Morgenstern    | 133,0 m 83,4 pkt. | 131,0 m 79,8 pkt. | 19,0 • 19,0 • 19,0 • 19,0 • 19,0 18,5 • 19,0 • 18,5 • 18,5 • 18,5 | 277,2 pkt.  | 0,3 pkt. |
|       | Simon Ammann          | 129,5 m 77,1 pkt. | 134,5 m 86,1 pkt. | 18,5 • 18,5 • 18,0 • 18,5 • 18,0 19,0 • 18,5 • 19,0 • 18,5 • 19,0 | 274,3 pkt.  | 3,2 pkt. |

#### Konkurs drużynowy na skoczni HS106 (27.02.2011)
| Medal               | Kraj     | Imię i nazwisko       | Skok 1            | Skok 2                                                            | Noty za styl •                                                    | Nota łączna zawodnika | Nota łączna drużyny | Strata    |
| ------------------- | -------- | --------------------- | ----------------- | ----------------------------------------------------------------- | ----------------------------------------------------------------- | --------------------- | ------------------- | --------- |
|                     | Austria  | Gregor Schlierenzauer | 105,0 m 80,0 pkt. | 103,0 m 76 pkt.                                                   | 18,5 • 18,0 • 18,5 • 17,5 • 17,0 16,0 • 17,0 • 16,5 • 17,5 • 17,0 | 128,4 pkt. 121,5 pkt. | 1025,5 pkt.         | –         |
| Martin Koch         | Austria  | 105,5 m 81,0 pkt.     | 102,0 m 74 pkt.   | 18,5 • 19,0 • 19,0 • 19,5 • 18,5 18,5 • 18,5 • 18,5 • 18,5 • 18,5 | 134,8 pkt. 124,0 pkt.                                             |                       | 1025,5 pkt.         | –         |
| Andreas Kofler      | Austria  | 105,0 m 80,0 pkt.     | 103,5 m 77 pkt.   | 18,0 • 19,0 • 17,5 • 19,0 • 18,5 18,5 • 18,5 • 18,5 • 18,5 • 18,0 | 130,7 pkt. 124,0 pkt.                                             |                       | 1025,5 pkt.         | –         |
| Thomas Morgenstern  | Austria  | 105,0 m 80,0 pkt.     | 108,0 m 86 pkt.   | 19,0 • 19,5 • 19,5 • 19,5 • 19,0 17,0 • 17,0 • 17,0 • 17,0 • 17,0 | 131,5 pkt. 130,6 pkt.                                             |                       | 1025,5 pkt.         | –         |
|                     | Norwegia | Anders Jacobsen       | 103,5 m 77,0 pkt. | 102,5 m 75,0 pkt.                                                 | 19,0 • 19,5 • 19,5 • 19,0 • 19,5 19,0 • 19,0 • 19,0 • 18,5 • 19,0 | 130,0 pkt. 122,5 pkt. | 1000,0 pkt.         | 25,5 pkt. |
| Bjørn Einar Romøren | Norwegia | 101,5 m 73,0 pkt.     | 100,5 m 71,0 pkt. | 19,0 • 18,5 • 18,5 • 19,0 • 18,5 17,5 • 18,0 • 18,5 • 18,5 • 17,5 | 125,2 pkt. 117,3 pkt.                                             |                       | 1000,0 pkt.         | 25,5 pkt. |
| Anders Bardal       | Norwegia | 105,5 m 81,0 pkt.     | 101,0 m 72,0 pkt. | 18,5 • 19,0 • 18,5 • 19,0 • 19,0 19,0 • 18,5 • 19,0 • 18,5 • 18,5 | 133,4 pkt. 122,5 pkt.                                             |                       | 1000,0 pkt.         | 25,5 pkt. |
| Tom Hilde           | Norwegia | 102,5 m 75,0 pkt.     | 102,5 m 75,0 pkt. | 19,0 • 19,0 • 19,0 • 19,5 • 19,0 18,5 • 18,5 • 19,0 • 19,0 • 18,5 | 126,1 pkt. 123,5 pkt.                                             |                       | 1000,0 pkt.         | 25,5 pkt. |
|                     | Niemcy   | Martin Schmitt        | 104,5 m 79,0 pkt. | 104,0 m 78,0 pkt.                                                 | 17,0 • 18,0 • 17,5 • 18,0 • 17,5 18,0 • 18,5 • 17,5 • 18,5 • 18,5 | 126,5 pkt. 122,8 pkt. | 968,2 pkt.          | 57,3 pkt. |
| Michael Uhrmann     | Niemcy   | 101,0 m 72,0 pkt.     | 99,5 m 69,0 pkt.  | 17,5 • 18,0 • 17,0 • 18,0 • 17,0 17,0 • 17,0 • 16,5 • 17,5 • 17,0 | 121,4 pkt. 112,9 pkt.                                             |                       | 968,2 pkt.          | 57,3 pkt. |
| Michael Neumayer    | Niemcy   | 102,0 m 74,0 pkt.     | 102,5 m 75,0 pkt. | 18,0 • 18,0 • 17,5 • 18,0 • 17,5 18,0 • 18,0 • 18,0 • 18,5 • 18,0 | 123,3 pkt. 120,4 pkt.                                             |                       | 968,2 pkt.          | 57,3 pkt. |
| Severin Freund      | Niemcy   | 105,0 m 80,0 pkt.     | 105,5 m 81,0 pkt. | 18,5 • 19,0 • 18,5 • 19,5 • 19,0 11,0 • 12,0 • 11,5 • 12,0 • 12,0 | 131,5 pkt. 109,4 pkt.                                             |                       | 968,2 pkt.          | 57,3 pkt. |

#### Konkurs drużynowy na skoczni HS134 (05.03.2011)
| Medal               | Kraj     | Imię i nazwisko       | Skok 1             | Skok 2                           | Noty za styl •                   | Nota łączna zawodnika | Nota łączna drużyny | Strata    |
| ------------------- | -------- | --------------------- | ------------------ | -------------------------------- | -------------------------------- | --------------------- | ------------------- | --------- |
|                     | Austria  | Gregor Schlierenzauer | 125,5 m 120,0 pkt. | –                                | 18,0 • 17,0 • 18,5 • 18,0 • 18,0 | 120,0 pkt.            | 500,0 pkt.          | –         |
| Martin Koch         | Austria  | 118,5 m 106,8 pkt.    | –                  | 17,5 • 17,0 • 17,5 • 17,0 • 17,0 | 106,8 pkt.                       |                       | 500,0 pkt.          | –         |
| Andreas Kofler      | Austria  | 141,0 m 132,2 pkt.    | –                  | 16,5 • 17,0 • 16,5 • 16,5 • 16,0 | 132,2 pkt.                       |                       | 500,0 pkt.          | –         |
| Thomas Morgenstern  | Austria  | 140,5 m 141,0 pkt.    | –                  | 18,5 • 19,0 • 18,5 • 18,5 • 19,0 | 141,0 pkt.                       |                       | 500,0 pkt.          | –         |
|                     | Norwegia | Anders Jacobsen       | 120,5 m 107,1 pkt. | –                                | 18,0 • 18,5 • 17,5 • 17,5 • 17,5 | 107,1 pkt             | 456,4 pkt.          | 43,6 pkt. |
| Johan Remen Evensen | Norwegia | 119,0 m 104,0 pkt.    | –                  | 17,5 • 17,5 • 17,5 • 17,5 • 17,5 | 104,0 pkt.                       |                       | 456,4 pkt.          | 43,6 pkt. |
| Anders Bardal       | Norwegia | 127,5 m 119,9 pkt.    | –                  | 19,0 • 18,5 • 18,5 • 18,5 • 19,0 | 119,9 pkt.                       |                       | 456,4 pkt.          | 43,6 pkt. |
| Tom Hilde           | Norwegia | 127,5 m 125,4 pkt.    | –                  | 18,0 • 18,5 • 18,0 • 18,5 • 18,5 | 125,4 pkt.                       |                       | 456,4 pkt.          | 43,6 pkt. |
|                     | Słowenia | Peter Prevc           | 109,0 m 87,9 pkt.  | –                                | 17,0 • 17,0 • 17,0 • 16,5 • 17,0 | 87,9 pkt.             | 452,6 pkt.          | 47,4 pkt. |
| Jurij Tepeš         | Słowenia | 120,0 m 106,9 pkt.    | –                  | 17,5 • 18,0 • 17,5 • 18,0 • 17,5 | 106,9 pkt.                       |                       | 452,6 pkt.          | 47,4 pkt. |
| Jernej Damjan       | Słowenia | 127,5 m 117,2 pkt.    | –                  | 18,5 • 18,0 • 18,5 • 18,0 • 18,5 | 117,2 pkt.                       |                       | 452,6 pkt.          | 47,4 pkt. |
| Robert Kranjec      | Słowenia | 136,0 m 140,6 pkt.    | –                  | 18,5 • 19,0 • 19,5 • 19,0 • 19,0 | 140,6 pkt.                       |                       | 452,6 pkt.          | 47,4 pkt. |

### Kobiety

#### Konkurs indywidualny na skoczni HS106 (25.02.2011)
| Medal | Imię i nazwisko   | Skok 1            | Skok 2            | Noty za styl •                                                    | Nota łączna | Strata    |
| ----- | ----------------- | ----------------- | ----------------- | ----------------------------------------------------------------- | ----------- | --------- |
|       | Daniela Iraschko  | 97,0 m 118,2 pkt. | 97,0 m 113,5 pkt. | 18,5 • 18,5 • 18,5 • 18,0 • 17,5 18,5 • 18,0 • 18,5 • 18,0 • 18,5 | 231,7 pkt.  | –         |
|       | Elena Runggaldier | 97,5 m 113,4 pkt. | 93,5 m 105,5 pkt. | 18,0 • 18,0 • 18,0 • 17,5 • 18,0 18,0 • 17,5 • 18,0 • 18,0 • 18,0 | 218,9 pkt.  | 12,8 pkt. |
|       | Coline Mattel     | 92,0 m 98,8 pkt.  | 97,0 m 112,7 pkt. | 17,5 • 17,5 • 16,5 • 17,0 • 17,0 18,0 • 18,0 • 18,0 • 18,5 • 18,5 | 211,5 pkt.  | 20,2 pkt. |

### Klasyfikacja medalowa
| Klasyfikacja medalowa |            |       |        |      |       |
| Lp.                   | Państwo    | złoto | srebro | brąz | razem |
| 1                     | Austria    | 5     | 2      | 0    | 7     |
| 2                     | Norwegia   | 0     | 2      | 0    | 2     |
| 3                     | Włochy     | 0     | 1      | 0    | 1     |
| 4                     | Francja    | 0     | 0      | 1    | 1     |
| 4                     | Niemcy     | 0     | 0      | 1    | 1     |
| 4                     | Polska     | 0     | 0      | 1    | 1     |
| 4                     | Słowenia   | 0     | 0      | 1    | 1     |
| 4                     | Szwajcaria | 0     | 0      | 1    | 1     |

## Wyniki

### Mężczyźni

#### Kwalifikacje do konkursu indywidualnego na skoczni HS106 (25.02.2011)
| Miejsce | Numer | Imię i nazwisko          | Kraj              | Odległość (m) | Punkty dystansowe | Punkty sędziowskie | Suma punktów | Uwagi |
| ------- | ----- | ------------------------ | ----------------- | ------------- | ----------------- | ------------------ | ------------ | ----- |
| 1.      | 54    | Daiki Itō                | Japonia           | 102,0         | 74,0              | 57,0               | 123,4        | Q     |
| 2.      | 48    | Robert Kranjec           | Słowenia          | 102,0         | 74,0              | 55,5               | 122,2        | Q     |
| 3.      | 51    | Michael Uhrmann          | Niemcy            | 102,5         | 75,0              | 55,0               | 121,0        | Q     |
| 4.      | 29    | Piotr Żyła               | Polska            | 101,0         | 72,0              | 55,0               | 119,9        | Q     |
| 5.      | 52    | Anders Jacobsen          | Norwegia          | 100,0         | 70,0              | 55,5               | 119,0        | Q     |
| 6.      | 55    | Wolfgang Loitzl          | Austria           | 99,5          | 69,0              | 54,5               | 117,7        | Q     |
| 7.      | 31    | Lukáš Hlava              | Czechy            | 100,0         | 70,0              | 54,0               | 116,8        | Q     |
| 8.      | 34    | Sebastian Colloredo      | Włochy            | 96,0          | 62,0              | 53,5               | 112,6        | Q     |
| 9.      | 43    | Martin Schmitt           | Niemcy            | 98,0          | 66,0              | 53,0               | 112,5        | Q     |
| 10.     | 50    | Anders Bardal            | Norwegia          | 96,5          | 63,0              | 53,5               | 112,2        | Q     |
| 10.     | 39    | Anssi Koivuranta         | Finlandia         | 97,0          | 64,0              | 54,0               | 112,2        | Q     |
| 12.     | 42    | Pascal Bodmer            | Niemcy            | 98,5          | 67,0              | 52,0               | 111,7        | Q     |
| 13.     | 56    | Johan Remen Evensen      | Norwegia          | 97,0          | 64,0              | 54,0               | 111,3        | Q     |
| 14.     | 30    | Władimir Zografski       | Bułgaria          | 97,0          | 64,0              | 54,0               | 109,6        | Q     |
| 15.     | 37    | Olli Muotka              | Finlandia         | 96,5          | 63,0              | 52,5               | 108,6        | Q     |
| 16.     | 23    | Dmitrij Wasiljew         | Rosja             | 96,5          | 63,0              | 52,5               | 108,2        | Q     |
| 17.     | 46    | Peter Prevc              | Słowenia          | 95,0          | 60,0              | 53,0               | 108,1        | Q     |
| 18.     | 40    | Dienis Korniłow          | Rosja             | 98,0          | 66,0              | 52,5               | 107,9        | Q     |
| 19.     | 44    | Emmanuel Chedal          | Francja           | 95,0          | 60,0              | 52,0               | 105,3        | Q     |
| 19.     | 41    | Jakub Janda              | Czechy            | 94,5          | 59,0              | 52,5               | 105,3        | Q     |
| 21.     | 38    | Janne Ahonen             | Finlandia         | 95,5          | 61,0              | 53,0               | 105,2        | Q     |
| 22.     | 32    | Andrea Morassi           | Włochy            | 94,5          | 59,0              | 53,5               | 104,0        | Q     |
| 23.     | 33    | Borek Sedlák             | Czechy            | 92,0          | 54,0              | 53,0               | 103,7        | Q     |
| 24.     | 22    | Tomasz Byrt              | Polska            | 94,0          | 58,0              | 52,0               | 102,9        | Q     |
| 25.     | 28    | Mitja Mežnar             | Słowenia          | 92,5          | 55,0              | 52,5               | 102,3        | Q     |
| 26.     | 36    | Taku Takeuchi            | Japonia           | 91,5          | 53,0              | 52,5               | 102,0        | Q     |
| 27.     | 49    | Pawieł Karielin          | Rosja             | 92,0          | 54,0              | 52,0               | 100,3        | Q     |
| 28.     | 19    | Andreas Küttel           | Szwajcaria        | 92,0          | 54,0              | 53,5               | 100,0        | Q     |
| 29.     | 47    | Noriaki Kasai            | Japonia           | 92,0          | 54,0              | 51,5               | 99,6         | Q     |
| 30.     | 10    | Pascal Egloff            | Szwajcaria        | 91,0          | 52,0              | 51,0               | 96,8         | Q     |
| 31.     | 12    | Radik Żaparow            | Kazachstan        | 90,0          | 50,0              | 50,0               | 94,3         | Q     |
| 32.     | 11    | Nicolas Mayer            | Francja           | 88,5          | 47,0              | 50,5               | 93,5         | Q     |
| 33.     | 7     | Nikołaj Karpienko        | Kazachstan        | 91,5          | 53,0              | 50,0               | 89,9         | Q     |
| 34.     | 14    | Marco Grigoli            | Szwajcaria        | 88,5          | 47,0              | 50,0               | 88,5         | Q     |
| 34.     | 5     | Vincent Descombes Sevoie | Francja           | 89,0          | 48,0              | 49,5               | 88,5         | Q     |
| 36.     | 53    | Roman Koudelka           | Czechy            | 87,0          | 44,0              | 48,0               | 87,9         | Q     |
| 37.     | 45    | Shōhei Tochimoto         | Japonia           | 86,5          | 43,0              | 49,5               | 87,4         | Q     |
| 38.     | 18    | Witalij Szumbareć        | Ukraina           | 87,0          | 44,0              | 51,0               | 84,8         | Q     |
| 39.     | 4     | Ołeksandr Łazarowicz     | Ukraina           | 84,5          | 39,0              | 48,5               | 84,7         | Q     |
| 40.     | 2     | Carl Nordin              | Szwecja           | 86,0          | 42,0              | 47,5               | 84,0         | Q     |
| 41.     | 35    | Jernej Damjan            | Słowenia          | 84,5          | 39,0              | 49,5               | 81,9         |       |
| 41.     | 8     | Siim-Tanel Sammelselg    | Estonia           | 87,0          | 44,0              | 48,5               | 81,9         |       |
| 43.     | 13    | Kim Hyun-ki              | Korea Południowa  | 84,5          | 39,0              | 48,0               | 81,4         |       |
| 44.     | 21    | Roman Trofimow           | Rosja             | 84,5          | 39,0              | 47,0               | 81,2         |       |
| 45.     | 17    | Jewgienij Lowkin         | Kazachstan        | 84,5          | 39,0              | 50,0               | 80,9         |       |
| 46.     | 24    | Choi Heung-chul          | Korea Południowa  | 82,0          | 34,0              | 49,0               | 77,0         |       |
| 47.     | 15    | Aleksiej Korolow         | Kazachstan        | 83,5          | 37,0              | 49,5               | 76,1         |       |
| 48.     | 20    | Fredrik Balkåsen         | Szwecja           | 82,5          | 35,0              | 49,0               | 74,8         |       |
| 48.     | 16    | Illimar Pärn             | Estonia           | 85,0          | 40,0              | 47,0               | 74,8         |       |
| 50.     | 3     | Tomáš Zmoray             | Słowacja          | 79,0          | 28,0              | 46,0               | 73,4         |       |
| 51.     | 26    | Davide Bresadola         | Włochy            | 76,0          | 22,0              | 46,5               | 71,6         |       |
| 52.     | 9     | Wołodymyr Boszczuk       | Ukraina           | 79,0          | 28,0              | 46,5               | 71,1         |       |
| 53.     | 1     | Remus Tudor              | Rumunia           | 79,5          | 29,0              | 46,0               | 70,1         |       |
| 54.     | 6     | Diego Dellasega          | Włochy            | 77,0          | 24,0              | 47,0               | 60,6         |       |
| *       | 57    | Kamil Stoch              | Polska            | –             | –                 | –                  | –            | PQ    |
| *       | 58    | Gregor Schlierenzauer    | Austria           | 100,0         | 70,0              | –                  | –            | PQ    |
| *       | 59    | Severin Freund           | Niemcy            | –             | –                 | –                  | –            | PQ    |
| *       | 60    | Matti Hautamäki          | Finlandia         | 81,5          | 33,0              | –                  | –            | PQ    |
| *       | 61    | Martin Koch              | Austria           | 92,5          | 55,0              | –                  | –            | PQ    |
| *       | 62    | Tom Hilde                | Norwegia          | 94,5          | 59,0              | –                  | –            | PQ    |
| *       | 63    | Andreas Kofler           | Austria           | 95,5          | 61,0              | –                  | –            | PQ    |
| *       | 64    | Adam Małysz              | Polska            | 100,5         | 71,0              | –                  | –            | PQ    |
| *       | 65    | Simon Ammann             | Szwajcaria        | –             | –                 | –                  | –            | PQ    |
| *       | 66    | Thomas Morgenstern       | Austria           | –             | –                 | –                  | –            | PQ    |
| 90 !    | 25    | Mackenzie Boyd-Clowes    | Kanada            |               |                   |                    | DNS          |       |
| 90 !    | 27    | Peter Frenette           | Stany Zjednoczone |               |                   |                    | DNS          |       |

#### Konkurs indywidualny na skoczni HS106 (26.02.2011)
| Miejsce | Numer | Imię i nazwisko          | Kraj       | 1. seria Odległość (m) | 1. seria Punkty | Miejsce po 1. serii | 2. seria Odległość (m) | 2. seria Punkty | Miejsce w 2. serii | Suma punktów |
| ------- | ----- | ------------------------ | ---------- | ---------------------- | --------------- | ------------------- | ---------------------- | --------------- | ------------------ | ------------ |
|         | 50    | Thomas Morgenstern       | Austria    | 101,5                  | 129,9           | 1                   | 107,0                  | 139,3           | 1                  | 269,2        |
|         | 47    | Andreas Kofler           | Austria    | 99,5                   | 123,3           | 2                   | 105,0                  | 136,8           | 2                  | 260,1        |
|         | 48    | Adam Małysz              | Polska     | 97,5                   | 120,7           | 3                   | 102,0                  | 131,5           | 3                  | 252,2        |
| 4       | 49    | Simon Ammann             | Szwajcaria | 97,5                   | 117,3           | 5                   | 101,5                  | 130,3           | 4                  | 247,6        |
| 5       | 46    | Tom Hilde                | Norwegia   | 94,0                   | 115,3           | 8                   | 101,5                  | 129,5           | 5                  | 244,8        |
| 6       | 41    | Kamil Stoch              | Polska     | 94,0                   | 113,9           | 10                  | 101,0                  | 126,6           | 6                  | 240,5        |
| 7       | 43    | Severin Freund           | Niemcy     | 95,5                   | 115,5           | 7                   | 100,0                  | 123,3           | 8                  | 238,8        |
| 8       | 42    | Gregor Schlierenzauer    | Austria    | 93,5                   | 114,2           | 9                   | 98,0                   | 121,0           | 11                 | 235,2        |
| 9       | 34    | Anders Bardal            | Norwegia   | 97,0                   | 115,9           | 6                   | 98,5                   | 116,7           | 16                 | 232,6        |
| 10      | 23    | Anssi Koivuranta         | Finlandia  | 98,5                   | 118,4           | 4                   | 94,0                   | 113,5           | 21                 | 231,9        |
| 11      | 35    | Michael Uhrmann          | Niemcy     | 93,5                   | 107,7           | 21                  | 99,5                   | 123,5           | 7                  | 231,2        |
| 12      | 19    | Sebastian Colloredo      | Włochy     | 96,0                   | 113,9           | 10                  | 97,0                   | 116,5           | 17                 | 230,4        |
| 13      | 38    | Daiki Itō                | Japonia    | 92,5                   | 107,8           | 19                  | 98,0                   | 122,1           | 9                  | 229,9        |
| 14      | 27    | Martin Schmitt           | Niemcy     | 93,5                   | 110,1           | 15                  | 97,5                   | 119,3           | 12                 | 229,4        |
| 15      | 36    | Anders Jacobsen          | Norwegia   | 92,5                   | 107,1           | 22                  | 99,0                   | 121,9           | 10                 | 229,0        |
| 16      | 24    | Dienis Korniłow          | Rosja      | 96,0                   | 109,5           | 17                  | 98,0                   | 119,3           | 12                 | 228,8        |
| 17      | 30    | Peter Prevc              | Słowenia   | 94,0                   | 109,9           | 16                  | 95,0                   | 114,7           | 19                 | 224,6        |
| 18      | 21    | Olli Muotka              | Finlandia  | 97,5                   | 113,4           | 12                  | 94,5                   | 110,7           | 24                 | 224,1        |
| 19      | 14    | Piotr Żyła               | Polska     | 93,5                   | 108,0           | 18                  | 96,0                   | 116,0           | 18                 | 224,0        |
| 20      | 22    | Janne Ahonen             | Finlandia  | 96,0                   | 111,2           | 13                  | 94,0                   | 111,8           | 22                 | 223,0        |
| 21      | 45    | Martin Koch              | Austria    | 90,0                   | 103,4           | 29                  | 97,5                   | 119,0           | 14                 | 222,4        |
| 21      | 25    | Jakub Janda              | Czechy     | 91,0                   | 104,5           | 26                  | 96,5                   | 117,9           | 15                 | 222,4        |
| 23      | 33    | Pawieł Karielin          | Rosja      | 95,0                   | 110,8           | 14                  | 92,0                   | 107,3           | 29                 | 218,1        |
| 24      | 20    | Taku Takeuchi            | Japonia    | 93,0                   | 104,3           | 27                  | 95,5                   | 113,6           | 20                 | 217,9        |
| 25      | 17    | Andrea Morassi           | Włochy     | 91,5                   | 104,6           | 25                  | 95,0                   | 111,3           | 23                 | 215,9        |
| 26      | 31    | Noriaki Kasai            | Japonia    | 93,5                   | 107,8           | 19                  | 92,5                   | 107,9           | 28                 | 215,7        |
| 27      | 18    | Borek Sedlák             | Czechy     | 93,0                   | 106,8           | 23                  | 93,0                   | 108,2           | 27                 | 215,0        |
| 28      | 28    | Emmanuel Chedal          | Francja    | 94,0                   | 105,8           | 24                  | 94,0                   | 108,9           | 26                 | 214,7        |
| 29      | 10    | Andreas Küttel           | Szwajcaria | 91,5                   | 102,2           | 30                  | 93,5                   | 109,2           | 25                 | 211,4        |
| 30      | 4     | Nikołaj Karpienko        | Kazachstan | 94,0                   | 103,7           | 28                  | 86,0                   | 90,9            | 30                 | 194,6        |
| 31      | 29    | Shōhei Tochimoto         | Japonia    | 91,0                   | 101,7           | 31                  |                        |                 |                    | 101,7        |
| 32      | 32    | Robert Kranjec           | Słowenia   | 90,5                   | 100,2           | 32                  |                        |                 |                    | 100,2        |
| 33      | 7     | Radik Żaparow            | Kazachstan | 91,5                   | 99,8            | 33                  |                        |                 |                    | 99,8         |
| 34      | 15    | Władimir Zografski       | Bułgaria   | 90,5                   | 99,7            | 34                  |                        |                 |                    | 99,7         |
| 35      | 37    | Roman Koudelka           | Czechy     | 89,5                   | 99,2            | 35                  |                        |                 |                    | 99,2         |
| 36      | 3     | Vincent Descombes Sevoie | Francja    | 90,0                   | 95,9            | 36                  |                        |                 |                    | 95,9         |
| 37      | 39    | Wolfgang Loitzl          | Austria    | 86,0                   | 93,2            | 37                  |                        |                 |                    | 93,2         |
| 38      | 44    | Matti Hautamäki          | Finlandia  | 84,5                   | 91,7            | 38                  |                        |                 |                    | 91,7         |
| 39      | 12    | Dmitrij Wassiliew        | Rosja      | 86,0                   | 91,4            | 39                  |                        |                 |                    | 91,4         |
| 40      | 13    | Mitja Mežnar             | Słowenia   | 85,0                   | 91,2            | 40                  |                        |                 |                    | 91,2         |
| 41      | 9     | Witalij Szumbareć        | Ukraina    | 86,0                   | 88,6            | 41                  |                        |                 |                    | 88,6         |
| 42      | 16    | Lukáš Hlava              | Czechy     | 84,0                   | 88,2            | 42                  |                        |                 |                    | 88,2         |
| 43      | 5     | Pascal Egloff            | Szwajcaria | 86,5                   | 87,8            | 43                  |                        |                 |                    | 87,8         |
| 44      | 26    | Pascal Bodmer            | Niemcy     | 84,5                   | 87,6            | 44                  |                        |                 |                    | 87,6         |
| 45      | 8     | Marco Grigoli            | Szwajcaria | 86,5                   | 87,3            | 45                  |                        |                 |                    | 87,3         |
| 46      | 40    | Johan Remen Evensen      | Norwegia   | 90,0                   | 85,1            | 46                  |                        |                 |                    | 85,1         |
| 46      | 6     | Nicolas Mayer            | Francja    | 84,5                   | 85,1            | 46                  |                        |                 |                    | 85,1         |
| 48      | 1     | Carl Nordin              | Szwecja    | 83,5                   | 80,0            | 48                  |                        |                 |                    | 80,0         |
| 48      | 2     | Ołeksandr Łazarowicz     | Ukraina    | 83,5                   | 80,0            | 48                  |                        |                 |                    | 80,0         |
| 50      | 11    | Tomasz Byrt              | Polska     | 80,5                   | 76,9            | 50                  |                        |                 |                    | 76,9         |

#### Kwalifikacje do konkursu indywidualnego na skoczni HS134 (03.03.2011)
| Miejsce | Numer | Imię i nazwisko          | Kraj              | Odległość (m) | Suma punktów | Uwagi |
| ------- | ----- | ------------------------ | ----------------- | ------------- | ------------ | ----- |
| 1       | 50    | Anders Jacobsen          | Norwegia          | 129,5         | 137,1        | Q     |
| 2       | 52    | Daiki Itō                | Japonia           | 131,5         | 135,7        | Q     |
| 3       | 48    | Anders Bardal            | Norwegia          | 128,5         | 131,3        | Q     |
| 4       | 53    | Johan Remen Evensen      | Norwegia          | 129,5         | 128,5        | Q     |
| 5       | 42    | Jan Matura               | Czechy            | 128,0         | 127,6        | Q     |
| 6       | 47    | Pawieł Karielin          | Rosja             | 127,0         | 125,6        | Q     |
| 7       | 37    | Richard Freitag          | Niemcy            | 124,5         | 123,2        | Q     |
| 8       | 40    | Jakub Janda              | Czechy            | 125,5         | 123,1        | Q     |
| 9       | 45    | Noriaki Kasai            | Japonia           | 123,5         | 120,1        | Q     |
| 10      | 36    | Jurij Tepeš              | Słowenia          | 122,5         | 119,1        | Q     |
| 11      | 26    | Władimir Zografski       | Bułgaria          | 124,5         | 117,6        | Q     |
| 12      | 41    | Martin Schmitt           | Niemcy            | 124,0         | 117,1        | Q     |
| 13      | 46    | Robert Kranjec           | Słowenia          | 124,5         | 117,0        | Q     |
| 13      | 39    | Dienis Korniłow          | Rosja             | 124,5         | 117,0        | Q     |
| 15      | 29    | Sebastian Colloredo      | Włochy            | 124,5         | 116,6        | Q     |
| 16      | 49    | Michael Uhrmann          | Niemcy            | 121,0         | 116,2        | Q     |
| 17      | 43    | Emmanuel Chedal          | Francja           | 122,5         | 115,9        | Q     |
| 18      | 51    | Roman Koudelka           | Czechy            | 120,0         | 115,4        | Q     |
| 19      | 25    | Piotr Żyła               | Polska            | 122,0         | 115,1        | Q     |
| 20      | 27    | Lukáš Hlava              | Czechy            | 122,5         | 112,8        | Q     |
| 21      | 44    | Peter Prevc              | Słowenia          | 120,5         | 111,2        | Q     |
| 22      | 32    | Fumihisa Yumoto          | Japonia           | 118,0         | 110,8        | Q     |
| 23      | 30    | Jernej Damjan            | Słowenia          | 119,0         | 109,0        | Q     |
| 24      | 35    | Anssi Koivuranta         | Finlandia         | 116,0         | 108,4        | Q     |
| 25      | 38    | Stefan Hula              | Polska            | 118,0         | 106,6        | Q     |
| 26      | 33    | Olli Muotka              | Finlandia         | 116,0         | 106,1        | Q     |
| 27      | 20    | Ilja Roslakow            | Rosja             | 117,5         | 105,2        | Q     |
| 28      | 23    | Davide Bresadola         | Włochy            | 117,5         | 103,4        | Q     |
| 29      | 34    | Janne Ahonen             | Finlandia         | 114,0         | 102,6        | Q     |
| 30      | 28    | Andrea Morassi           | Włochy            | 118,0         | 101,1        | Q     |
| 31      | 9     | Nicolas Mayer            | Francja           | 114,5         | 98,8         | Q     |
| 32      | 17    | Andreas Küttel           | Szwajcaria        | 117,5         | 97,7         | Q     |
| 33      | 10    | Radik Żaparow            | Kazachstan        | 114,5         | 97,5         | Q     |
| 34      | 31    | Taku Takeuchi            | Japonia           | 112,0         | 97,0         | Q     |
| 34      | 6     | Nikołaj Karpienko        | Kazachstan        | 115,5         | 97,0         | Q     |
| 36      | 22    | Mackenzie Boyd-Clowes    | Kanada            | 113,5         | 96,9         | Q     |
| 37      | 24    | Peter Frenette           | Stany Zjednoczone | 114,0         | 96,2         | Q     |
| 38      | 12    | Marco Grigoli            | Szwajcaria        | 112,5         | 95,3         | Q     |
| 39      | 4     | Vincent Descombes Sevoie | Francja           | 111,5         | 90,7         | Q     |
| 40      | 11    | Kim Hyun-ki              | Korea Południowa  | 109,0         | 85,6         | Q     |
| 41      | 1     | Carl Nordin              | Szwecja           | 108,5         | 84,2         |       |
| 42      | 7     | Siim-Tanel Sammelselg    | Estonia           | 108,0         | 83,7         |       |
| 43      | 14    | Illimar Pärn             | Estonia           | 110,0         | 83,5         |       |
| 44      | 8     | Wołodymyr Boszczuk       | Ukraina           | 108,5         | 83,4         |       |
| 45      | 2     | Tomáš Zmoray             | Słowacja          | 107,0         | 81,6         |       |
| 46      | 15    | Jewgienij Lowkin         | Kazachstan        | 109,0         | 81,1         |       |
| 47      | 19    | Roman Trofimow           | Rosja             | 107,5         | 80,6         |       |
| 48      | 21    | Choi Heung-chul          | Korea Południowa  | 105,0         | 80,1         |       |
| 49      | 16    | Witalij Szumbareć        | Ukraina           | 106,0         | 79,0         |       |
| 50      | 3     | Ołeksandr Łazarowicz     | Ukraina           | 101,0         | 70,9         |       |
| 51      | 13    | Aleksiej Korolow         | Kazachstan        | 98,0          | 63,4         |       |
| *       | 54    | Kamil Stoch              | Polska            | 126,5         | –            | PQ    |
| *       | 55    | Gregor Schlierenzauer    | Austria           | 127,5         | –            | PQ    |
| *       | 56    | Severin Freund           | Niemcy            | 128,0         | –            | PQ    |
| *       | 57    | Matti Hautamäki          | Finlandia         | 129,0         | –            | PQ    |
| *       | 58    | Martin Koch              | Austria           | 131,0         | –            | PQ    |
| *       | 59    | Tom Hilde                | Norwegia          | 125,0         | –            | PQ    |
| *       | 60    | Andreas Kofler           | Austria           | 124,5         | –            | PQ    |
| *       | 61    | Adam Małysz              | Polska            | 129,0         | –            | PQ    |
| *       | 62    | Simon Ammann             | Szwajcaria        | 134,0         | –            | PQ    |
| *       | 63    | Thomas Morgenstern       | Austria           | 134,5         | –            | PQ    |
|         | 5     | Diego Dellasega          | Włochy            |               | DNS          |       |
|         | 18    | Fredrik Balkåsen         | Szwecja           |               | DSQ          |       |

#### Konkurs indywidualny na skoczni HS134 (03.03.2011)
| Miejsce | Numer | Imię i nazwisko          | Kraj              | 1. seria Odległość (m) | 1. seria Punkty | Miejsce po 1. serii | 2. seria Odległość (m) | 2. seria Punkty | Miejsce w 2. serii | Suma punktów |
| ------- | ----- | ------------------------ | ----------------- | ---------------------- | --------------- | ------------------- | ---------------------- | --------------- | ------------------ | ------------ |
|         | 55    | Gregor Schlierenzauer    | Austria           | 130,0                  | 135,3           | 4                   | 134,5                  | 142,2           | 2                  | 277,5        |
|         | 63    | Thomas Morgenstern       | Austria           | 133,0                  | 141,5           | 1                   | 131,0                  | 135,7           | 4                  | 277,2        |
|         | 62    | Simon Ammann             | Szwajcaria        | 129,5                  | 131,9           | 8                   | 134,5                  | 142,4           | 1                  | 274,3        |
| 4       | 60    | Andreas Kofler           | Austria           | 129,5                  | 131,0           | 9                   | 134,0                  | 138,6           | 3                  | 269,6        |
| 5       | 57    | Matti Hautamäki          | Finlandia         | 134,5                  | 134,9           | 5                   | 129,0                  | 131,3           | 6                  | 266,2        |
| 6       | 49    | Michael Uhrmann          | Niemcy            | 133,0                  | 133,7           | 7                   | 129,0                  | 130,3           | 8                  | 264,0        |
| 7       | 48    | Anders Bardal            | Norwegia          | 133,5                  | 135,6           | 3                   | 125,0                  | 128,2           | 11                 | 263,8        |
| 8       | 58    | Martin Koch              | Austria           | 130,0                  | 129,7           | 11                  | 129,5                  | 132,6           | 5                  | 262,3        |
| 9       | 50    | Anders Jacobsen          | Norwegia          | 134,0                  | 139,4           | 2                   | 123,0                  | 121,3           | 14                 | 260,7        |
| 10      | 59    | Tom Hilde                | Norwegia          | 133,5                  | 128,7           | 12                  | 128,5                  | 130,3           | 8                  | 259,0        |
| 11      | 61    | Adam Małysz              | Polska            | 126,0                  | 128,1           | 13                  | 130,5                  | 129,5           | 10                 | 257,6        |
| 12      | 56    | Severin Freund           | Niemcy            | 129,5                  | 129,8           | 10                  | 126,0                  | 125,4           | 13                 | 255,2        |
| 13      | 30    | Jernej Damjan            | Słowenia          | 123,0                  | 116,8           | 22                  | 131,5                  | 130,4           | 7                  | 247,2        |
| 14      | 53    | Johan Remen Evensen      | Norwegia          | 125,5                  | 123,7           | 16                  | 119,5                  | 121,1           | 15                 | 244,8        |
| 15      | 37    | Richard Freitag          | Niemcy            | 129,5                  | 125,4           | 14                  | 123,5                  | 119,3           | 17                 | 244,7        |
| 16      | 41    | Martin Schmitt           | Niemcy            | 116,0                  | 115,5           | 23                  | 128,5                  | 127,3           | 12                 | 242,8        |
| 17      | 47    | Pawieł Karielin          | Rosja             | 127,0                  | 124,3           | 15                  | 119,5                  | 113,4           | 23                 | 237,7        |
| 18      | 52    | Daiki Itō                | Japonia           | 123,0                  | 120,5           | 19                  | 123,5                  | 115,8           | 20                 | 236,3        |
| 19      | 54    | Kamil Stoch              | Polska            | 131,0                  | 134,7           | 6                   | 124,5                  | 101,0           | 30                 | 235,7        |
| 20      | 36    | Jurij Tepeš              | Słowenia          | 128,5                  | 120,9           | 18                  | 121,5                  | 114,7           | 22                 | 235,6        |
| 21      | 25    | Piotr Żyła               | Polska            | 121,0                  | 113,9           | 25                  | 124,5                  | 119,0           | 18                 | 232,9        |
| 22      | 51    | Roman Koudelka           | Czechy            | 118,5                  | 111,5           | 27                  | 125,0                  | 120,3           | 16                 | 231,8        |
| 23      | 46    | Robert Kranjec           | Słowenia          | 125,0                  | 120,0           | 20                  | 121,0                  | 110,1           | 24                 | 230,1        |
| 24      | 45    | Noriaki Kasai            | Japonia           | 125,5                  | 122,5           | 17                  | 114,5                  | 105,7           | 27                 | 228,2        |
| 25      | 44    | Peter Prevc              | Słowenia          | 118,5                  | 110,3           | 28                  | 123,0                  | 116,2           | 19                 | 226,5        |
| 26      | 31    | Taku Takeuchi            | Japonia           | 120,5                  | 108,6           | 29                  | 122,5                  | 115,5           | 21                 | 224,1        |
| 27      | 32    | Fumihisa Yumoto          | Japonia           | 126,0                  | 119,2           | 21                  | 117,5                  | 104,4           | 28                 | 223,6        |
| 28      | 40    | Jakub Janda              | Czechy            | 118,0                  | 114,4           | 24                  | 117,5                  | 108,1           | 25                 | 222,5        |
| 29      | 29    | Sebastian Colloredo      | Włochy            | 118,0                  | 111,8           | 26                  | 120,0                  | 106,8           | 26                 | 218,6        |
| 30      | 34    | Janne Ahonen             | Finlandia         | 121,0                  | 108,0           | 30                  | 115,0                  | 101,1           | 29                 | 209,1        |
| 31      | 20    | Ilja Roslakow            | Rosja             | 119,5                  | 106,2           | 31                  |                        |                 |                    | 106,2        |
| 32      | 39    | Dienis Korniłow          | Rosja             | 116,0                  | 105,9           | 32                  |                        |                 |                    | 105,9        |
| 33      | 38    | Stefan Hula              | Polska            | 118,0                  | 104,8           | 33                  |                        |                 |                    | 104,8        |
| 33      | 35    | Anssi Koivuranta         | Finlandia         | 118,5                  | 104,8           | 33                  |                        |                 |                    | 104,8        |
| 35      | 24    | Peter Frenette           | Stany Zjednoczone | 117,5                  | 104,7           | 35                  |                        |                 |                    | 104,7        |
| 36      | 23    | Davide Bresadola         | Włochy            | 117,5                  | 104,0           | 36                  |                        |                 |                    | 104,0        |
| 37      | 26    | Władimir Zografski       | Bułgaria          | 113,5                  | 102,6           | 37                  |                        |                 |                    | 102,6        |
| 38      | 33    | Olli Muotka              | Finlandia         | 118,0                  | 102,2           | 38                  |                        |                 |                    | 102,2        |
| 39      | 22    | Mackenzie Boyd-Clowes    | Kanada            | 117,5                  | 100,2           | 39                  |                        |                 |                    | 100,2        |
| 40      | 42    | Jan Matura               | Czechy            | 110,0                  | 98,9            | 40                  |                        |                 |                    | 98,9         |
| 41      | 28    | Andrea Morassi           | Włochy            | 111,0                  | 97,9            | 41                  |                        |                 |                    | 97,9         |
| 42      | 43    | Emmanuel Chedal          | Francja           | 111,5                  | 95,3            | 42                  |                        |                 |                    | 95,3         |
| 43      | 17    | Andreas Küttel           | Szwajcaria        | 112,0                  | 91,5            | 43                  |                        |                 |                    | 91,5         |
| 44      | 10    | Radik Żaparow            | Kazachstan        | 110,5                  | 89,9            | 44                  |                        |                 |                    | 89,9         |
| 45      | 12    | Marco Grigoli            | Szwajcaria        | 109,5                  | 89,7            | 45                  |                        |                 |                    | 89,7         |
| 46      | 6     | Nikołaj Karpienko        | Kazachstan        | 107,5                  | 88,9            | 46                  |                        |                 |                    | 88,9         |
| 47      | 27    | Lukáš Hlava              | Czechy            | 105,0                  | 88,7            | 47                  |                        |                 |                    | 88,7         |
| 48      | 9     | Nicolas Mayer            | Francja           | 106,0                  | 84,8            | 48                  |                        |                 |                    | 84,8         |
| 49      | 4     | Vincent Descombes Sevoie | Francja           | 102,5                  | 78,9            | 49                  |                        |                 |                    | 78,9         |
| 50      | 11    | Kim Hyun-ki              | Korea Południowa  | 100,5                  | 67,4            | 50                  |                        |                 |                    | 67,4         |

#### Konkurs drużynowy na skoczni HS106 (27.02.2011)
| Miejsce | Numer | Kraj                                                                                 | 1 Seria Odległość (m)   | 1 seria Nota                  | Miejsce po 1 serii | 2 seria Odległość (m)   | 2 seria Nota                  | Miejsce | Suma punktów |
| ------- | ----- | ------------------------------------------------------------------------------------ | ----------------------- | ----------------------------- | ------------------ | ----------------------- | ----------------------------- | ------- | ------------ |
|         | 12    | Austria · Gregor Schlierenzauer · Martin Koch · Andreas Kofler · Thomas Morgenstern  | 105,0 105,5 105,0       | 525,4 128,4 134,8 130,7 131,5 | 1                  | 103,0 102,0 103,5 108,0 | 500,1 121,5 124,0 130,6       | 1       | 1025,5       |
|         | 11    | Norwegia · Anders Jacobsen · Bjørn Einar Romøren · Anders Bardal · Tom Hilde         | 103,5 101,5 105,5 102,5 | 514,7 130,0 125,2 133,4 126,1 | 2                  | 102,5 100,5 101,0 102,5 | 485,8 122,5 117,3 122,5 123,5 | 2       | 1000,5       |
|         | 10    | Niemcy · Martin Schmitt · Michael Neumayer · Michael Uhrmann · Severin Freund        | 104,5 101,0 102,0 105,0 | 502,7 126,5 121,4 123,3 131,5 | 3                  | 104,0 99,5 102,5 105,5  | 465,5 122,8 112,9 120,4 109,4 | 5       | 968,2        |
| 4       | 9     | Polska · Kamil Stoch · Piotr Żyła · Stefan Hula · Adam Małysz                        | 101,0 98,0 97,5 104,5   | 476,4 124,3 115,2 110,2 126,7 | 4                  | 102,5 101,0 93,0 106,5  | 476,6 123,0 120,4 102,7 130,5 | 3       | 953,0        |
| 5       | 7     | Japonia · Fumihisa Yumoto · Taku Takeuchi · Noriaki Kasai · Daiki Itō                | 95,0 100,5 99,5 100,5   | 467,5 109,6 120,1 115,0 122,8 | 6                  | 95,5 100,5 96,5 105,5   | 463,6 108,6 116,6 110,5 127,9 | 6       | 931,1        |
| 6       | 5     | Słowenia · Mitja Mežnar · Jernej Damjan · Robert Kranjec · Peter Prevc               | 95,0 94,5 101,0 99,0    | 455,1 109,4 108,1 119,4 118,2 | 7                  | 100,0 99,0 100,0 99,5   | 469,1 116,9 115,4 120,2 116,6 | 4       | 924,2        |
| 7       | 4     | Czechy · Borek Sedlák · Roman Koudelka · Jan Matura · Jakub Janda                    | 92,5 99,5 101,0         | 468,3 107,2 118,4 120,6 122,1 | 5                  | 95,0 102,0 97,0 96,5    | 449,6 106,4 120,1 112,0 111,1 | 8       | 917,9        |
| 8       | 8     | Finlandia · Anssi Koivuranta · Olli Muotka · Janne Ahonen · Matti Hautamäki          | 90,0 95,0 100,0 102,5   | 446,8 100,1 106,4 116,3 124,0 | 8                  | 97,0 95,5 94,5 108,0    | 453,7 111,9 103,2 104,8 133,8 | 7       | 900,5        |
| 9       | 3     | Rosja · Pawieł Karielin · Dienis Korniłow · Ilja Roslakow · Dmitrij Wassiliew        | 98,0 98,5 96,5 92,0     | 444,8 118,2 117,0 108,8 100,8 | 9                  |                         |                               |         | 444,8        |
| 10      | 6     | Szwajcaria · Pascal Egloff · Andreas Küttel · Marco Grigoli · Simon Ammann           | 87,0 93,5 92,5 101,0    | 418,2 87,6 104,5 101,5 124,6  | 10                 |                         |                               |         | 418,2        |
| 11      | 2     | Włochy · Davide Bresadola · Diego Dellasega · Andrea Morassi · Sebastian Colloredo   | 94,0 89,5 94,5 95,5     | 417,8 106,6 95,1 105,9 110,2  | 11                 |                         |                               |         | 417,8        |
| 12      | 1     | Kazachstan · Radik Żaparow · Aleksiej Korolow · Nikołaj Karpienko · Jewgienij Lowkin | 93,5 82,0 93,5 85,0     | 366,2 104,7 77,6 101,4 82,5   | 12                 |                         |                               |         | 366,2        |

#### Konkurs drużynowy na skoczni HS134 (05.03.2011)
| Miejsce | Numer | Kraj                                                                                 | Odległość (m)           | Nota                          | Suma punktów |
| ------- | ----- | ------------------------------------------------------------------------------------ | ----------------------- | ----------------------------- | ------------ |
|         | 10    | Austria · Gregor Schlierenzauer · Martin Koch · Andreas Kofler · Thomas Morgenstern  | 125,5 118,5 141,0 140,5 | 500,0 120,0 106,8 132,2 141,0 | 500,0        |
|         | 9     | Norwegia · Anders Jacobsen · Johan Remen Evensen · Anders Bardal · Tom Hilde         | 120,5 119,0 127,5       | 456,4 107,1 104,0 119,9 125,4 | 456,4        |
|         | 4     | Słowenia · Peter Prevc · Jurij Tepeš · Jernej Damjan · Robert Kranjec ·              | 109,0 120,0 127,5 136,0 | 452,6 87,9 106,9 117,2 140,6  | 452,6        |
| 4       | 8     | Niemcy · Martin Schmitt · Richard Freitag · Severin Freund · Michael Uhrmann         | 124,5 132,0 128,0 110,0 | 451,9 108,2 128,0 124,8 90,9  | 451,9        |
| 5       | 7     | Polska · Kamil Stoch · Piotr Żyła · Stefan Hula · Adam Małysz                        | 113,5 127,0 113,5 135,5 | 435,6 100,6 118,0 93,8 123,2  | 435,6        |
| 6       | 5     | Japonia · Taku Takeuchi · Fumihisa Yumoto · Noriaki Kasai · Daiki Itō                | 115,5 111,0 125,5 123,0 | 410,7 102,8 83,7 113,3 110,9  | 410,7        |
| 7       | 6     | Finlandia · Matti Hautamäki · Olli Muotka · Anssi Koivuranta · Janne Ahonen          | 125,0 101,0 124,5 117,5 | 408,3 113,0 74,0 119,2 102,1  | 408,3        |
| 8       | 3     | Czechy · Jakub Janda · Lukáš Hlava · Jan Matura · Roman Koudelka                     | 117,0 119,0 114,5 106,0 | 387,7 106,6 104,4 98,0 78,7   | 387,7        |
| 9       | 2     | Rosja · Pawieł Karielin · Dienis Korniłow · Ilja Roslakow · Dmitrij Wasiljew         | 119,5 122,5 DSQ 100,5   | 285,5 109,7 109,0 0,0 66,8    | 285,5        |
| 10      | 1     | Kazachstan · Aleksiej Korolow · Jewgienij Lowkin · Nikołaj Karpienko · Radik Żaparow | 86,5 104,5 106,5 100,0  | 265,2 46,9 73,4 78,4 66,5     | 265,2        |

### Kobiety

#### Konkurs indywidualny na skoczni HS106 (25.02.2011)
| Miejsce | Numer | Imię i nazwisko            | Kraj              | 1. seria Odległość (m) | 1. seria Punkty | Miejsce po 1. serii | 2. seria Odległość (m) | 2. seria Punkty | Miejsce | Suma punktów |
| ------- | ----- | -------------------------- | ----------------- | ---------------------- | --------------- | ------------------- | ---------------------- | --------------- | ------- | ------------ |
|         | 43    | Daniela Iraschko           | Austria           | 97,0                   | 118,2           | 1.                  | 97,0                   | 113,5           | 1.      | 231,7        |
|         | 32    | Elena Runggaldier          | Włochy            | 97,5                   | 113,4           | 2.                  | 93,5                   | 105,5           | 4.      | 218,9        |
|         | 42    | Coline Mattel              | Francja           | 92,0                   | 98,8            | 5.                  | 97,0                   | 112,7           | 2.      | 211,5        |
| 4.      | 41    | Eva Logar                  | Słowenia          | 91,0                   | 102,7           | 4.                  | 88,5                   | 95,2            | 9.      | 197,9        |
| 5.      | 34    | Maja Vtič                  | Słowenia          | 88,5                   | 87,6            | 18.                 | 97,0                   | 108,4           | 2.      | 196,0        |
| 6.      | 33    | Sara Takanashi             | Japonia           | 92,0                   | 94,7            | 9.                  | 93,0                   | 100,3           | 6.      | 195,0        |
| 7.      | 21    | Ayumi Watase               | Japonia           | 89,0                   | 91,2            | 16.                 | 93,0                   | 101,6           | 5.      | 192,8        |
| 8.      | 24    | Evelyn Insam               | Włochy            | 94,5                   | 97,8            | 6.                  | 87,5                   | 90,3            | 12.     | 188,1        |
| 9.      | 40    | Melanie Faißt              | Niemcy            | 88,0                   | 86,8            | 19.                 | 92,0                   | 98,3            | 7.      | 185,1        |
| 10.     | 26    | Line Jahr                  | Norwegia          | 89,5                   | 92,4            | 13.                 | 84,5                   | 88,9            | 13.     | 181,3        |
| 11.     | 12    | Maren Lundby               | Norwegia          | 89,5                   | 93,7            | 10.                 | 85,5                   | 86,8            | 14.     | 180,5        |
| 12.     | 15    | Yoshiko Kasai              | Japonia           | 86,5                   | 86,4            | 20.                 | 89,0                   | 93,3            | 11.     | 179,7        |
| 13.     | 27    | Lisa Demetz                | Włochy            | 92,5                   | 94,8            | 8.                  | 83,0                   | 83,1            | 18.     | 177,9        |
| 14.     | 39    | Jessica Jerome             | Stany Zjednoczone | 84,0                   | 83,3            | 21.                 | 90,0                   | 94,5            | 10.     | 177,8        |
| 15.     | 22    | Yūki Itō                   | Japonia           | 89,0                   | 92,1            | 15.                 | 85,0                   | 85,0            | 15.     | 177,1        |
| 16.     | 25    | Sarah Hendrickson          | Stany Zjednoczone | 90,5                   | 93,1            | 12.                 | 84,0                   | 83,9            | 16.     | 177,0        |
| 17.     | 18    | Julia Kykkänen             | Finlandia         | 91,5                   | 93,2            | 11.                 | 82,0                   | 83,2            | 17.     | 176,4        |
| 18.     | 13    | Taylor Henrich             | Kanada            | 84,5                   | 77,9            | 26.                 | 92,0                   | 98,0            | 8.      | 175,9        |
| 19.     | 36    | Ulrike Gräßler             | Niemcy            | 94,0                   | 103,2           | 3.                  | 79,5                   | 68,2            | 28.     | 171,4        |
| 20.     | 19    | Alissa Johnson             | Stany Zjednoczone | 91,0                   | 96,7            | 7.                  | 81,0                   | 72,3            | 26.     | 169,0        |
| 21.     | 31    | Špela Rogelj               | Słowenia          | 89,5                   | 88,9            | 17.                 | 85,0                   | 78,2            | 19.     | 167,1        |
| 22.     | 28    | Anette Sagen               | Norwegia          | 88,0                   | 92,4            | 13.                 | 80,5                   | 73,5            | 25.     | 165,9        |
| 23.     | 20    | Wendy Vuik                 | Holandia          | 87,0                   | 81,7            | 23.                 | 80,0                   | 77,2            | 21.     | 158,9        |
| 24.     | 23    | Abby Hughes                | Stany Zjednoczone | 86,5                   | 82,6            | 22.                 | 83,0                   | 73,9            | 24.     | 156,5        |
| 25.     | 16    | Sabrina Windmüller         | Szwajcaria        | 83,5                   | 78,6            | 25.                 | 81,5                   | 76,5            | 23.     | 155,1        |
| 26.     | 11    | Gyda Enger                 | Norwegia          | 78,5                   | 74,1            | 29.                 | 84,5                   | 78,0            | 20.     | 152,1        |
| 27.     | 10    | Roberta D’Agostina         | Włochy            | 84,0                   | 74,5            | 28.                 | 82,5                   | 77,0            | 22.     | 151,5        |
| 28.     | 17    | Michaela Doleželová        | Czechy            | 84,5                   | 81,2            | 24.                 | 72,5                   | 60,6            | 29.     | 141,8        |
| 29.     | 14    | Vladěna Pustková           | Czechy            | 80,5                   | 72,8            | 30.                 | 78,5                   | 68,6            | 27.     | 141,4        |
| 30.     | 29    | Anja Tepeš                 | Słowenia          | 83,0                   | 77,2            | 27.                 | 73,5                   | 58,3            | 30.     | 135,5        |
| 31.     | 37    | Juliane Seyfarth           | Niemcy            | 80,5                   | 71,2            | 31.                 |                        |                 |         | 71,2         |
| 32.     | 38    | Jacqueline Seifriedsberger | Austria           | 78,0                   | 71,1            | 32.                 |                        |                 |         | 71,1         |
| 33.     | 6     | Léa Lemare                 | Francja           | 75,5                   | 67,3            | 33.                 |                        |                 |         | 67,3         |
| 34.     | 35    | Lindsey Van                | Stany Zjednoczone | 75,0                   | 61,4            | 34.                 |                        |                 |         | 61,4         |
| 35.     | 30    | Anna Häfele                | Niemcy            | 75,0                   | 58,8            | 35.                 |                        |                 |         | 58,8         |
| 36.     | 9     | Lucie Míková               | Czechy            | 72,0                   | 55,6            | 36.                 |                        |                 |         | 55,6         |
| 37.     | 8     | Irina Taktajewa            | Rosja             | 71,5                   | 50,4            | 37.                 |                        |                 |         | 50,4         |
| 38.     | 1     | Marija Zotowa              | Rosja             | 69,5                   | 46,6            | 38.                 |                        |                 |         | 46,6         |
| 39.     | 3     | Ma Tong                    | Chiny             | 68,5                   | 43,4            | 39.                 |                        |                 |         | 43,4         |
| 40.     | 5     | Li Xueyao                  | Chiny             | 67,5                   | 37,6            | 40.                 |                        |                 |         | 37,6         |
| 41.     | 7     | Anastasija Wieszczikowa    | Rosja             | 64,5                   | 33,7            | 41.                 |                        |                 |         | 33,7         |
| 42.     | 2     | Ji Cheng                   | Chiny             | 57,5                   | 22,7            | 42.                 |                        |                 |         | 22,7         |
| 43.     | 4     | Cui Linlin                 | Chiny             | 52,0                   | 3,0             | 43.                 |                        |                 |         | 3,0          |

## Składy reprezentacji

### Mężczyźni
Austria
| Imię i nazwisko       | Klub                  | Data urodzenia       |
| --------------------- | --------------------- | -------------------- |
| Manuel Fettner        | SV Innsbruck Bergisel | 17 czerwca 1985      |
| Andreas Kofler        | SV Innsbruck Bergisel | 17 maja 1984         |
| Martin Koch           | SV Villach            | 22 stycznia 1982     |
| Wolfgang Loitzl       | WSC Bad Mitterndorf   | 13 stycznia 1980     |
| Thomas Morgenstern    | SV Villach            | 30 października 1986 |
| Gregor Schlierenzauer | SV Innsbruck Bergisel | 7 stycznia 1990      |

 Bułgaria
| Imię i nazwisko    | Klub    | Data urodzenia |
| ------------------ | ------- | -------------- |
| Władimir Zografski | Samokow | 14 lipca 1993  |

 Czechy
| Imię i nazwisko | Klub                     | Data urodzenia   |
| --------------- | ------------------------ | ---------------- |
| Lukáš Hlava     | Dukla Liberec            | 10 sierpnia 1984 |
| Jakub Janda     | Dukla Liberec            | 27 kwietnia 1978 |
| Roman Koudelka  | LSK Lomnice nad Popelkov | 9 lipca 1989     |
| Jan Matura      | Dukla Liberec            | 29 stycznia 1980 |
| Borek Sedlak    | Dukla Liberec            | 15 czerwca 1981  |

 Estonia
| Imię i nazwisko       | Klub                              | Data urodzenia       |
| --------------------- | --------------------------------- | -------------------- |
| Illimar Pärn          | Skiclub Elva                      | 27 października 1988 |
| Siim-Tanel Sammelselg | Skiclub Nomme, Lahden Hiihtoseura | 18 maja 1993         |

 Finlandia
| Imię i nazwisko  | Klub                    | Data urodzenia |
| ---------------- | ----------------------- | -------------- |
| Janne Ahonen     | Lahden Hiihtoseura      | 11 maja 1977   |
| Matti Hautamäki  | Puijon Hiihtoseura      | 14 lipca 1981  |
| Anssi Koivuranta | Kuusamon Erä-Veikot     | 3 lipca 1988   |
| Olli Muotka      | Ounasvaaran Hiihtoseura | 14 lipca 1988  |

 Francja
| Imię i nazwisko          | Klub                | Data urodzenia   |
| ------------------------ | ------------------- | ---------------- |
| Emmanuel Chedal          | SC Courchevel       | 15 stycznia 1983 |
| Vincent Descombes Sevoie | Douanes les Houches | 9 stycznia 1984  |
| Nicolas Mayer            | SC Courchevel       | 6 stycznia 1990  |

 Japonia
| Imię i nazwisko  | Klub                            | Data urodzenia   |
| ---------------- | ------------------------------- | ---------------- |
| Daiki Itō        | Snow Brand                      | 21 grudnia 1989  |
| Noriaki Kasai    | Tsuchiya Home                   | 6 czerwca 1972   |
| Taku Takeuchi    | Kitano Construction Corporation | 20 maja 1987     |
| Shōhei Tochimoto | Snow Brand                      | 21 grudnia 1989  |
| Fumihisa Yumoto  | Tokyo Biso Group                | 23 kwietnia 1984 |

 Kanada
| Imię i nazwisko       | Klub                   | Data urodzenia |
| --------------------- | ---------------------- | -------------- |
| Mackenzie Boyd-Clowes | Altius Nordic Ski Club | 13 lipca 1991  |

 Kazachstan
| Imię i nazwisko   | Klub           | Data urodzenia       |
| ----------------- | -------------- | -------------------- |
| Nikołaj Karpienko | ZSKA Ałmaty    | 10 sierpnia 1981     |
| Aleksiej Korolow  | Dynamo         | 20 czerwca 1987      |
| Jewgienij Lowkin  | Ałmaty Skiclub | 14 października 1992 |
| Radik Żaparow     | Shvsm Dinamo   | 29 lutego 1984       |

 Korea Południowa
| Imię i nazwisko | Klub   | Data urodzenia |
| --------------- | ------ | -------------- |
| Choi Heung-chul | High 1 | 3 grudnia 1981 |
| Kim Hyun-ki     | High 1 | 9 lutego 1983  |

 Niemcy
| Imię i nazwisko  | Klub                | Data urodzenia   |
| ---------------- | ------------------- | ---------------- |
| Pascal Bodmer    | SV Meßstetten       | 4 stycznia 1991  |
| Richard Freitag  | SG Nickelhuette Aue | 14 sierpnia 1991 |
| Severin Freund   | WSV DJK Rastbüchl   | 11 maja 1988     |
| Michael Neumayer | SK Berchtesgaden    | 15 stycznia 1979 |
| Martin Schmitt   | SC Furtwangen       | 29 stycznia 1978 |
| Michael Uhrmann  | WSV DJK Rastbüchl   | 16 września 1978 |

 Norwegia
| Imię i nazwisko     | Klub                       | Data urodzenia   |
| ------------------- | -------------------------- | ---------------- |
| Anders Bardal       | Steinkjer Skiklubb         | 24 sierpnia 1982 |
| Johan Remen Evensen | Molde Omegn Idrettforening | 16 września 1985 |
| Tom Hilde           | Asker Skiklubb             | 22 września 1987 |
| Anders Jacobsen     | Ringkollen Skiklubb        | 17 lutego 1985   |
| Bjørn Einar Romøren | Hosle IL                   | 1 kwietnia 1981  |

 Polska
| Imię i nazwisko | Klub                 | Data urodzenia   |
| --------------- | -------------------- | ---------------- |
| Tomasz Byrt     | KS Wisła Ustronianka | 25 stycznia 1993 |
| Stefan Hula     | Sokół Szczyrk        | 29 września 1986 |
| Adam Małysz     | KS Wisła Ustronianka | 3 grudnia 1977   |
| Kamil Stoch     | AZS Zakopane         | 25 maja 1987     |
| Piotr Żyła      | KS Wisła Ustronianka | 16 stycznia 1987 |

 Rosja
| Imię i nazwisko  | Klub                       | Data urodzenia    |
| ---------------- | -------------------------- | ----------------- |
| Pawieł Karielin  | Nizhniy Novgorod           | 27 kwietnia 1990  |
| Dienis Korniłow  | Sdushor N. Novgorod Dinamo | 17 sierpnia 1986  |
| Ilja Roslakow    | Moskwa WVSM                | 18 lutego 1983    |
| Roman Trofimow   | Moskwa Shvsm               | 19 listopada 1989 |
| Dmitrij Wasiljew | Lokomotiw Ufa              | 26 grudnia 1979   |

 Rumunia
| Imię i nazwisko | Klub         | Data urodzenia |
| --------------- | ------------ | -------------- |
| Remus Tudor     | CSS Brasovia | 17 marca 1993  |

 Słowacja
| Imię i nazwisko | Klub                       | Data urodzenia |
| --------------- | -------------------------- | -------------- |
| Tomáš Zmoray    | VSC Dukla Bańska Bystrzyca | 26 lipca 1989  |

 Słowenia
| Imię i nazwisko | Klub                 | Data urodzenia   |
| --------------- | -------------------- | ---------------- |
| Jernej Damjan   | SSK Costella Ilirija | 28 maja 1983     |
| Robert Kranjec  | SK Triglav Kranj     | 16 lipca 1981    |
| Mitja Mežnar    | NSK Tržič Trifix     | 30 czerwca 1988  |
| Peter Prevc     | SK Triglav Kranj     | 20 września 1992 |
| Jurij Tepeš     | SD Dolomiti          | 14 lutego 1989   |

 Stany Zjednoczone
| Imię i nazwisko | Klub                              | Data urodzenia |
| --------------- | --------------------------------- | -------------- |
| Peter Frenette  | New York Ski Education Foundation | 24 lutego 1992 |

 Szwajcaria
| Imię i nazwisko | Klub                 | Data urodzenia   |
| --------------- | -------------------- | ---------------- |
| Simon Ammann    | SSC Toggenburg       | 25 stycznia 1981 |
| Pascal Egloff   | Grabserberg          | 8 sierpnia 1992  |
| Marco Grigoli   | SC Alpina St. Moritz | 27 kwietnia 1991 |
| Andreas Kuettel | SC Einsiedeln        | 25 kwietnia 1979 |

 Szwecja
| Imię i nazwisko  | Klub          | Data urodzenia  |
| ---------------- | ------------- | --------------- |
| Fredrik Balkåsen | Holmens IF    | 13 maja 1989    |
| Carl Nordin      | Friska Viljor | 23 grudnia 1989 |

 Ukraina
| Imię i nazwisko      | Klub                  | Data urodzenia   |
| -------------------- | --------------------- | ---------------- |
| Wołodymyr Boszczuk   | Verkhovina Ski School | 3 sierpnia 1982  |
| Ołeksandr Łazarowicz | Vorokhta Ski School   | 30 sierpnia 1984 |
| Witalij Szumbareć    | SKA Tysovets          | 14 lipca 1983    |

 Włochy
| Imię i nazwisko     | Klub               | Data urodzenia   |
| ------------------- | ------------------ | ---------------- |
| Davide Bresadola    | C.S. Esercito      | 10 września 1988 |
| Sebastian Colloredo | G.S. Fiamme Gialle | 9 września 1987  |
| Diego Dellasega     | GS Fiamme Oro      | 4 grudnia 1990   |
| Andrea Morassi      | C.S. Forestale     | 30 sierpnia 1988 |

### Kobiety
Austria
| Imię i nazwisko            | Klub         | Data urodzenia    |
| -------------------------- | ------------ | ----------------- |
| Daniela Iraschko           | WSV Eisenerz | 21 listopada 1983 |
| Jacqueline Seifriedsberger | SC Waldzell  | 20 stycznia 1991  |

 Chiny
| Imię i nazwisko | Klub                    | Data urodzenia   |
| --------------- | ----------------------- | ---------------- |
| Cui Linlin      | Chinese Ski Association | 27 kwietnia 1993 |
| Ji Cheng        | Chinese Ski Association | 10 sierpnia 1993 |
| Li Xueyao       | Chinese Ski Association | 11 kwietnia 1995 |
| Ma Tong         | Chinese Ski Association | 2 marca 1994     |

 Czechy
| Imię i nazwisko     | Klub              | Data urodzenia   |
| ------------------- | ----------------- | ---------------- |
| Michaela Doleželová | Sokol Kozlovice   | 12 lipca 1994    |
| Lucie Míková        | SK Jested Liberec | 21 września 1994 |
| Vladěna Pustková    | Sokol Kozlovice   | 11 lipca 1992    |

 Finlandia
| Imię i nazwisko | Klub               | Data urodzenia   |
| --------------- | ------------------ | ---------------- |
| Julia Kykkänen  | Lahden Hiihtoseura | 17 kwietnia 1994 |

 Francja
| Imię i nazwisko | Klub                    | Data urodzenia   |
| --------------- | ----------------------- | ---------------- |
| Léa Lemare      | Courchevel              | 21 czerwca 1996  |
| Coline Mattel   | Les Contamines Montjoie | 3 listopada 1995 |

 Holandia
| Imię i nazwisko | Klub          | Data urodzenia    |
| --------------- | ------------- | ----------------- |
| Wendy Vuik      | National Team | 25 listopada 1988 |

 Japonia
| Imię i nazwisko | Klub                          | Data urodzenia      |
| --------------- | ----------------------------- | ------------------- |
| Yūki Itō        | Shimokawa Syogyo High School  | 10 maja 1994        |
| Yoshiko Kasai   | Nippon Kucho Service Ski Team | 4 listopada 1980    |
| Sara Takanashi  | Kamikawa Junior High School   | 8 października 1996 |
| Ayumi Watase    | Kobe Clinic Ski Team          | 18 lipca 1984       |

 Kanada
| Imię i nazwisko | Klub                   | Data urodzenia   |
| --------------- | ---------------------- | ---------------- |
| Taylor Henrich  | Altius Nordic Ski Club | 1 listopada 1995 |

 Niemcy
| Imię i nazwisko  | Klub            | Data urodzenia   |
| ---------------- | --------------- | ---------------- |
| Melanie Faißt    | SV Baiersbronn  | 12 lutego 1990   |
| Ulrike Gräßler   | VSC Klingenthal | 17 maja 1987     |
| Anna Häfele      | SC Willingen    | 26 stycznia 1989 |
| Juliane Seyfarth | WSC 07 Ruhla    | 19 lutego 1990   |

 Norwegia
| Imię i nazwisko | Klub            | Data urodzenia   |
| --------------- | --------------- | ---------------- |
| Gyda Enger      | Hernes IL       | 14 stycznia 1993 |
| Line Jahr       | Vikersund IL    | 16 stycznia 1984 |
| Maren Lundby    | Kolbukameratene | 7 września 1994  |
| Anette Sagen    | Remma IL        | 10 stycznia 1985 |

 Rosja
| Imię i nazwisko         | Klub           | Data urodzenia   |
| ----------------------- | -------------- | ---------------- |
| Irina Taktajewa         | Moskwa Shvsm   | 14 września 1991 |
| Anastasija Wieszczikowa | Moskwa Shvsm   | 28 lipca 1995    |
| Marija Zotowa           | Niżny Nowogród | 7 stycznia 1984  |

 Słowenia
| Imię i nazwisko | Klub                 | Data urodzenia   |
| --------------- | -------------------- | ---------------- |
| Eva Logar       | SD Zabrdje           | 8 marca 1991     |
| Špela Rogelj    | SSK Costella Ilirija | 8 listopada 1994 |
| Anja Tepeš      | SD Dolomiti          | 27 lutego 1991   |
| Maja Vtič       | SD Zabrdje           | 27 stycznia 1988 |

 Stany Zjednoczone
| Imię i nazwisko   | Klub                      | Data urodzenia    |
| ----------------- | ------------------------- | ----------------- |
| Sarah Hendrickson | Park City Nordic Ski Club | 1 sierpnia 1994   |
| Abby Hughes       | Park City Nordic Ski Club | 21 czerwca 1989   |
| Jessica Jerome    | Park City Nordic Ski Club | 8 lutego 1987     |
| Alissa Johnson    | Park City Nordic Ski Club | 28 maja 1987      |
| Lindsey Van       | Park City Nordic Ski Club | 27 listopada 1984 |

 Szwajcaria
| Imię i nazwisko    | Klub           | Data urodzenia       |
| ------------------ | -------------- | -------------------- |
| Sabrina Windmüller | SSC Toggenburg | 13 października 1987 |

 Włochy
| Imię i nazwisko    | Klub                        | Data urodzenia   |
| ------------------ | --------------------------- | ---------------- |
| Roberta D’Agostina | Sci Cai Monte Lussari       | 17 sierpnia 1991 |
| Lisa Demetz        | CS Esercito                 | 21 maja 1989     |
| Evelyn Insam       | Sci Club Gardena Raiffeisen | 10 lutego 1994   |
| Elena Runggaldier  | GS Fiamme Gialle            | 10 lipca 1990    |